# Alberto Alvarado
Jesús Alberto Alvarado Morín (ur. 4 października 1988 w Múzquiz) – meksykański piłkarz występujący na pozycji napastnika.